# Вирвор
Вирвор (рум. Vârvor) — село у повіті Долж в Румунії. Входить до складу комуни Вирвору-де-Жос.
Село розташоване на відстані 197 км на захід від Бухареста, 18 км на південний захід від Крайови.

## Населення
За даними перепису населення 2002 року у селі проживали 799 осіб, усі — румуни. Усі жителі села рідною мовою назвали румунську.